# Elipsoide

Un elipsoide.

Un elipsoide es una superficie curva cerrada cuyas tres secciones ortogonales principales son elípticas, es decir, son originadas por planos que contienen dos ejes cartesianos cada plano. 
En matemática, es una cuádrica análoga a la elipse, pero en tres dimensiones.
Un elipsoide se obtiene al «deformar» una esfera, mediante una transformación homológica, en la dirección de sus tres diámetros ortogonales.
Al rotar una elipse alrededor de uno de sus dos ejes se obtiene un elipsoide de revolución o esferoide.

## Ecuación cartesiana de un elipsoide

Ejemplos de elipsoides con ecuación la x^{2}/a^{2} + y^{2}/b^{2} + z^{2}/c^{2} = 1:
- Esfera, a = b = c = 4, arriba;
- Esferoide, a = b = 5, c = 3, abajo a la izquierda;
- Elipsoide, a = 4.5, b = 6; c = 3, abajo a la derecha.

La ecuación de un elipsoide con centro en el origen de coordenadas y ejes coincidentes con los cartesianos, es:
{\displaystyle {x^{2} \over a^{2}}+{y^{2} \over b^{2}}+{z^{2} \over c^{2}}=1}
donde a, b y c son las longitudes de los semiejes del elipsoide respecto de los ejes x, y, z, respectivamente; son números reales positivos y determinan la forma del elipsoide. Si dos de estos semiejes son iguales, el elipsoide es un esferoide; si los tres son iguales, se trata de una esfera.

## Superficie
La superficie de un elipsoide está dada por la siguiente fórmula:
{\displaystyle S=2\pi \left(c^{2}+b{\sqrt {a^{2}-c^{2}}}E(\alpha ,m)+{\frac {bc^{2}}{\sqrt {a^{2}-c^{2}}}}F(\alpha ,m)\right),\,\!}
donde
{\displaystyle \alpha ={\begin{cases}\arccos \left({\frac {c}{a}}\right)\;{\textrm {achatado}}\;o\;{\textrm {escaleno}}\\\arccos \left({\frac {a}{c}}\right)\;{\textrm {alargado}}\end{cases}},\!}
es su excentricidad angular, {\displaystyle m={\frac {b^{2}-c^{2}}{b^{2}\operatorname {sen} ^{2}(\alpha )}}\,\!}, y {\displaystyle F(\alpha ,m)\,\!}, {\displaystyle E(\alpha ,m)\,\!} son las integrales elípticas de primera y segunda especie.
Una ecuación aproximada de su superficie es:
{\displaystyle S\;\approx 4\pi \!\left({\frac {a^{p}b^{p}+a^{p}c^{p}+b^{p}c^{p}}{3}}\right)^{1/p}\,\!}
donde p ≈ 1,6075. Con esta expresión se obtiene un error máximo de ±1,061%, en función de los valores de a, b y c. El valor p = 8/5 = 1,6 es óptimo para elipsoides cuasi esféricos, con un error relativo máximo de 1,178%.

## Volumen
El volumen de un elipsoide está dado por la ecuación:

{\displaystyle V=\;{\frac {4\pi }{3}}abc\,\!}

Utilizando Geometría diferencial se puede demostrar la expresión anterior. Se sabe que el volumen de una región cerrada Ω corresponde a la integral triple de la función f(x,y,z) = 1 y que si se realiza algún cambio de coordenadas ( por ejemplo esféricas) se ha de multiplicar por el Jacobiano del cambio de variable y adaptar los límites de integración.

{\displaystyle V_{\Omega }=\iiint _{\Omega }dV=\iiint _{\Omega }\left|J\Psi (\rho ,\theta ,\varphi )\right|d\rho d\theta d\varphi ,\!}

En este caso el cambio de variable es de tipo pseudoesférico, mucho más general que el de la esfera (por un motivo lógico, un elipsoide con todos sus parámetros a,b,c iguales genera una esfera, es decir, que la esfera es un elipsoide particular con un alto grado de simetría). También se han definido los límites de integración.
{\displaystyle \Psi (\rho ,\theta ,\varphi )={\begin{cases}&x=a\rho \operatorname {sen} \theta \cos \varphi \ {:\rho \in \left[0,1\right]}\\&y=b\rho \operatorname {sen} \theta \operatorname {sen} \varphi \ {:\theta \in \left[0,\pi \right]}\\&z=c\rho \cos \theta \ {:\varphi \in \left[0,2\pi \right]}\end{cases}},\!}
Para calcular el Jacobiano hay que calcular la matriz en derivadas parciales respecto de {\displaystyle \rho ,\theta ,\phi } y el determinante de esta matriz cuadrada tres por tres da como resultado:

{\displaystyle \left|J\Psi (\rho ,\theta ,\varphi )\right|=abc\cdot \rho ^{2}\operatorname {sen} \theta ,\!}

Por lo tanto, la integral que hay que resolver, teniendo en cuenta lo dicho anteriormente, es:

{\displaystyle abc\int _{0}^{2\pi }\int _{0}^{\pi }\int _{0}^{1}\rho ^{2}\operatorname {sen} \theta \ d\rho d\theta d\varphi ,\!}

Operando:
{\displaystyle abc\int _{0}^{1}\rho ^{2}d\rho \int _{0}^{\pi }\operatorname {sen} \theta \ d\theta \int _{0}^{2\pi }d\varphi =abc\cdot \left[{\frac {r^{3}}{3}}\right]_{0}^{1}\cdot \left[-\cos \theta \right]_{0}^{\pi }\cdot \left[\varphi \right]_{0}^{2\pi }=abc\cdot {\frac {1}{3}}\cdot 2\cdot 2\pi ={\frac {4}{3}}\pi abc\ \!}
(Q,E,D)
Una demostración alternativa se puede hacer con sumas de Riemann. Esta consiste en sumar a lo largo del eje X las áreas de la secciones transversales. 
Como  la sección transversal de un elipsoide es una elipse, su área está dada por {\displaystyle A_{x}=\pi \ z(x)\ y(x)\!} por lo que el volumen del elipsoide estaría dado por:
{\displaystyle 2\pi \int _{0}^{a}z(x)y(x)dx}
Nuevamente como las secciones transversales son elipses se tiene:
{\displaystyle z=c{\sqrt {1-\left({\frac {x}{a}}\right)^{2}}}}
{\displaystyle y=b{\sqrt {1-\left({\frac {x}{a}}\right)^{2}}}}
Reemplazando:
{\displaystyle 2\pi \int _{0}^{a}bc\left(1-\left({\frac {x}{a}}\right)^{2}\right)dx={\frac {4}{3}}\pi a\ b\ c\!}
Otra forma de calcular el volumen mediante la suma de las áreas de la secciones transversales a lo largo del eje X, sin recurrir a la fórmula del área de la elipse, es expresar el área de dichas secciones como la integral {\displaystyle \int z\cdot dy} entre los límites de la elipse {\displaystyle {\frac {x^{2}}{a^{2}}}+{\frac {y^{2}}{b^{2}}}\ =\ 1}.
Entonces se obtiene la integral doble :
{\displaystyle V=2\int _{-a}^{a}[\int _{-{\frac {b}{a}}{\sqrt {a^{2}-x^{2}}}}^{{\frac {b}{a}}{\sqrt {a^{2}-x^{2}}}}c\cdot {\sqrt {1-{\frac {x^{2}}{a^{2}}}-{\frac {y^{2}}{b^{2}}}}}\ dy\ ]\ dx}.
Esta integral doble puede simplificarse a 
{\displaystyle 8c\int _{0}^{a}[\int _{0}^{{\frac {b}{a}}{\sqrt {a^{2}-x^{2}}}}{\sqrt {1-{\frac {x^{2}}{a^{2}}}-{\frac {y^{2}}{b^{2}}}}}\ dy\ ]\ dx} .
La integral interior (entre corchetes), que representa el área de cada sección transversal {\displaystyle \int _{0}^{{\frac {b}{a}}{\sqrt {a^{2}-x^{2}}}}{\sqrt {1-{\frac {x^{2}}{a^{2}}}-{\frac {y^{2}}{b^{2}}}}}\ dy} se resuelve sin gran dificultad como {\displaystyle {\frac {b\pi }{4a^{2}}}\cdot (a^{2}-x^{2})}
Cuya integral entre {\displaystyle [0,a]} es igual a {\displaystyle {\frac {b\pi }{4a^{2}}}\cdot {\frac {2}{3}}a^{3}}; e incluyendo y agrupando todos los términos se obtiene la fórmula del volumen:
{\displaystyle V={\frac {4}{3}}\ \pi \ a\ b\ c\!}

## Otras características
La intersección de un elipsoide con un plano suele ser una elipse. También puede ser una circunferencia. 
Se puede definir un elipsoide en espacios de más de tres dimensiones.